# Macklemore/Diskografie
Diese Diskografie ist eine Übersicht über die musikalischen Werke des US-amerikanischen Rappers Macklemore. Den Schallplattenauszeichnungen zufolge hat er bisher mehr als 21,6 Millionen Tonträger verkauft, davon alleine in seiner Heimat über 11,5 Millionen. Seine erfolgreichste Veröffentlichung ist die Single These Days mit über 6,3 Millionen verkauften Einheiten.

## Alben

### Studioalben
| Jahr | Titel Musiklabel                      | Höchstplatzierung, Gesamtwochen, AuszeichnungChartplatzierungen (Jahr, Titel, Musiklabel, Platzierungen, Wochen, Auszeichnungen, Anmerkungen) | Höchstplatzierung, Gesamtwochen, AuszeichnungChartplatzierungen (Jahr, Titel, Musiklabel, Platzierungen, Wochen, Auszeichnungen, Anmerkungen) | Höchstplatzierung, Gesamtwochen, AuszeichnungChartplatzierungen (Jahr, Titel, Musiklabel, Platzierungen, Wochen, Auszeichnungen, Anmerkungen) | Höchstplatzierung, Gesamtwochen, AuszeichnungChartplatzierungen (Jahr, Titel, Musiklabel, Platzierungen, Wochen, Auszeichnungen, Anmerkungen) | Höchstplatzierung, Gesamtwochen, AuszeichnungChartplatzierungen (Jahr, Titel, Musiklabel, Platzierungen, Wochen, Auszeichnungen, Anmerkungen) | Anmerkungen                              |
| Jahr | Titel Musiklabel                      | DE | AT | CH | UK | US | Anmerkungen                              |
| ---- | ------------------------------------- | --- | --- | --- | --- | --- | ---------------------------------------- |
| 2005 | The Language of My World Ben Haggerty | — | — | — | — | — | Erstveröffentlichung: 10. Oktober 2005   |
| 2017 | Gemini Bendo                          | DE10 (5 Wo.)DE | AT6 (6 Wo.)AT | CH3 (6 Wo.)CH | UK13 (3 Wo.)UK | US2 Platin · (39 Wo.)US | Erstveröffentlichung: 22. September 2017 |
| 2023 | Ben Bendo                             | DE37 (1 Wo.)DE | AT17 (2 Wo.)AT | CH17 (2 Wo.)CH | — | US18 (1 Wo.)US | Erstveröffentlichung: 3. März 2023       |

### Mixtapes
- 2000: Open Your Eyes (als Professor Macklemore)
- 2009: The Unplanned Mixtape
- 2015: Love Not War

## Singles

### Als Leadmusiker
| Jahr | Titel Album                         | Höchstplatzierung, Gesamtwochen, AuszeichnungChartplatzierungen (Jahr, Titel, Album, Platzierungen, Wochen, Auszeichnungen, Anmerkungen) | Höchstplatzierung, Gesamtwochen, AuszeichnungChartplatzierungen (Jahr, Titel, Album, Platzierungen, Wochen, Auszeichnungen, Anmerkungen) | Höchstplatzierung, Gesamtwochen, AuszeichnungChartplatzierungen (Jahr, Titel, Album, Platzierungen, Wochen, Auszeichnungen, Anmerkungen) | Höchstplatzierung, Gesamtwochen, AuszeichnungChartplatzierungen (Jahr, Titel, Album, Platzierungen, Wochen, Auszeichnungen, Anmerkungen) | Höchstplatzierung, Gesamtwochen, AuszeichnungChartplatzierungen (Jahr, Titel, Album, Platzierungen, Wochen, Auszeichnungen, Anmerkungen) | Anmerkungen                                                 |
| Jahr | Titel Album                         | DE | AT | CH | UK | US | Anmerkungen                                                 |
| --- | ----------------------------------- | --- | --- | --- | --- | --- | ----------------------------------------------------------- |
| 2011 | And We Danced The Unplanned Mixtape | — | AT4 (52 Wo.)AT | CH36 Gold · (26 Wo.)CH | — | — | Erstveröffentlichung: 31. Oktober 2011 feat. Ziggy Stardust |
| 2016 | Drug Dealer –                       | — | — | — | — | — | Erstveröffentlichung: 11. Oktober 2016 feat. Ariana DeBoo   |
| 2017 | Glorious Gemini                     | DE15 (26 Wo.)DE | AT12 (28 Wo.)AT | CH17 (36 Wo.)CH | UK23 Platin · (16 Wo.)UK | US49 ×3Dreifachplatin · (19 Wo.)US | Erstveröffentlichung: 15. Juni 2017 feat. Skylar Grey       |
| 2017 | Marmalade Gemini                    | — | — | CH97 (1 Wo.)CH | — | US— ×2DoppelplatinUS | Erstveröffentlichung: 26. Juli 2017 feat. Lil Yachty        |
| 2017 | Good Old Days Gemini                | DE50 (1 Wo.)DE | AT24 (6 Wo.)AT | CH24 (10 Wo.)CH | UK79 Silber · (9 Wo.)UK | US48 ×3Dreifachplatin · (20 Wo.)US | Erstveröffentlichung: 19. September 2017 feat. Kesha        |
| 2019 | I Don’t Belong in This Club –       | — | — | — | — | US— GoldUS | Erstveröffentlichung: 20. März 2019 mit Why Don’t We        |
| 2019 | Shadow –                            | — | — | CH74 (1 Wo.)CH | — | — | Erstveröffentlichung: 16. August 2019 feat. Iro             |
| 2019 | It’s Christmas Time –               | DE— aDE | — | — | — | — | Erstveröffentlichung: 13. Dezember 2019 feat. Dan Caplen    |
| 2021 | Next Year –                         | — | — | — | — | — | Erstveröffentlichung: 29. Oktober 2021 feat. Windser        |
| 2022 | Chant Ben                           | — | — | — | — | — | Erstveröffentlichung: 22. Juli 2022 feat. Tones and I       |
| 2022 | Maniac Ben                          | — | — | — | — | — | Erstveröffentlichung: 19. August 2022 feat. Windser         |
| 2022 | Faithful Ben                        | — | — | — | — | — | Erstveröffentlichung: 28. Oktober 2022 feat. NLE Choppa     |
| 2023 | Heroes Ben                          | — | — | — | — | — | Erstveröffentlichung: 20. Januar 2023 feat. DJ Premier      |
| 2024 | Hind’s Hall –                       | DE— bDE | — | CH61 (1 Wo.)CH | UK51 (1 Wo.)UK | — | Erstveröffentlichung: 6. Mai 2024                           |
| Folgende Lieder erschienen nicht als Single, wurden aber durch das Album zum Download und Streaming bereitgestellt und konnten somit eine Platzierung erlangen: |                                     | | | | | |                                                             |
| |                                     | | | | | |                                                             |
| 2017 | Ain’t Gonna Die Tonight Gemini      | — | AT73 (1 Wo.)AT | CH67 (1 Wo.)CH | — | — | Erstveröffentlichung: 22. September 2017 feat. Eric Nally   |

### Als Gastmusiker
| Jahr | Titel Album                              | Höchstplatzierung, Gesamtwochen, AuszeichnungChartplatzierungen (Jahr, Titel, Album, Platzierungen, Wochen, Auszeichnungen, Anmerkungen) | Höchstplatzierung, Gesamtwochen, AuszeichnungChartplatzierungen (Jahr, Titel, Album, Platzierungen, Wochen, Auszeichnungen, Anmerkungen) | Höchstplatzierung, Gesamtwochen, AuszeichnungChartplatzierungen (Jahr, Titel, Album, Platzierungen, Wochen, Auszeichnungen, Anmerkungen) | Höchstplatzierung, Gesamtwochen, AuszeichnungChartplatzierungen (Jahr, Titel, Album, Platzierungen, Wochen, Auszeichnungen, Anmerkungen) | Höchstplatzierung, Gesamtwochen, AuszeichnungChartplatzierungen (Jahr, Titel, Album, Platzierungen, Wochen, Auszeichnungen, Anmerkungen) | Anmerkungen                                                                                 |
| Jahr | Titel Album                              | DE | AT | CH | UK | US | Anmerkungen                                                                                 |
| ---- | ---------------------------------------- | --- | --- | --- | --- | --- | ------------------------------------------------------------------------------------------- |
| 2016 | Rio (Remix) Flow Riiot                   | — | — | — | — | — | Erstveröffentlichung: 22. Juli 2016 Netsky feat. Macklemore & Digital Farm Animals          |
| 2016 | FDT, Pt. 2 –                             | — | — | — | — | — | Erstveröffentlichung: 5. August 2016 YG feat. G-Eazy & Macklemore                           |
| 2017 | Free Flow Riiot                          | — | — | — | — | — | Erstveröffentlichung: 11. August 2017 Torii Wolf feat. Macklemore & DJ Premier              |
| 2018 | These Days Toast to Our Differences      | DE3 ×3Dreifachgold · (33 Wo.)DE | AT1 Platin · (34 Wo.)AT | CH2 (49 Wo.)CH | UK1 ×5Fünffachplatin · (54 Wo.)UK | US— PlatinUS | Erstveröffentlichung: 19. Januar 2018 Rudimental feat. Jess Glynne, Macklemore & Dan Caplen |
| 2019 | Summer Days The Martin Garrix Experience | DE24 Gold · (18 Wo.)DE | AT13 Gold · (21 Wo.)AT | CH22 Gold · (23 Wo.)CH | UK26 Gold · (15 Wo.)UK | US100 Platin · (1 Wo.)US | Erstveröffentlichung: 25. April 2019 Martin Garrix feat. Macklemore & Patrick Stump         |

## Statistik

### Chartauswertung
|                     | DE    | AT    | CH    | UK    | US    |
| ------------------- | ----- | ----- | ----- | ----- | ----- |
| Nummer-eins-Alben   | DE—DE | AT—AT | CH—CH | UK—UK | US—US |
| Top-10-Alben        | DE1DE | AT1AT | CH1CH | UK—UK | US1US |
| Alben in den Charts | DE2DE | AT2AT | CH2CH | UK1UK | US2US |

|                       | DE    | AT    | CH    | UK    | US    |
| --------------------- | ----- | ----- | ----- | ----- | ----- |
| Nummer-eins-Singles   | DE—DE | AT1AT | CH—CH | UK1UK | US—US |
| Top-10-Singles        | DE1DE | AT2AT | CH1CH | UK1UK | US—US |
| Singles in den Charts | DE4DE | AT6AT | CH9CH | UK5UK | US3US |

### Auszeichnungen für Musikverkäufe
| Land/RegionAuszeichnungen für Musikverkäufe (Land/Region, Auszeichnungen, Verkäufe, Quellen) | Silber  | Gold       | Platin       | Diamant     | Verkäufe   | Quellen                     |
| -------------------------------------------------------------------------------------------- | ------- | ---------- | ------------ | ----------- | ---------- | --------------------------- |
| Australien (ARIA)                                                                            | —       | 2× Gold2   | 15× Platin15 | —           | 1.120.000  | aria.com.au                 |
| Belgien (BRMA)                                                                               | —       | Gold1      | 2× Platin2   | —           | 80.000     | ultratop.be                 |
| Brasilien (PMB)                                                                              | —       | —          | 3× Platin3   | —           | 120.000    | pro-musicabr.org.br         |
| Dänemark (IFPI)                                                                              | —       | 2× Gold2   | 4× Platin4   | —           | 415.000    | ifpi.dk                     |
| Deutschland (BVMI)                                                                           | —       | 2× Gold2   | Platin1      | —           | 800.000    | musikindustrie.de           |
| Frankreich (SNEP)                                                                            | —       | 2× Gold2   | —            | 3× Diamant3 | 1.049.999  | infodisc.fr snepmusique.com |
| Italien (FIMI)                                                                               | —       | 4× Gold4   | 5× Platin5   | —           | 350.000    | fimi.it                     |
| Kanada (MC)                                                                                  | —       | 2× Gold2   | 9× Platin9   | —           | 800.000    | musiccanada.com             |
| Mexiko (AMPROFON)                                                                            | —       | —          | 3× Platin3   | —           | 180.000    | amprofon.com.mx             |
| Neuseeland (RMNZ)                                                                            | —       | Gold1      | 18× Platin18 | —           | 525.000    | radioscope.co.nz NZ2        |
| Niederlande (NVPI)                                                                           | —       | Gold1      | —            | —           | 40.000     | nvpi.nl                     |
| Österreich (IFPI)                                                                            | —       | Gold1      | Platin1      | —           | 45.000     | ifpi.at                     |
| Polen (ZPAV)                                                                                 | —       | —          | 5× Platin5   | —           | 220.000    | olis.pl                     |
| Portugal (AFP)                                                                               | —       | 2× Gold2   | Platin1      | —           | 20.000     | Einzelnachweise             |
| Schweiz (IFPI)                                                                               | —       | 2× Gold2   | —            | —           | 25.000     | hitparade.ch                |
| Spanien (Promusicae)                                                                         | —       | 2× Gold2   | 2× Platin2   | —           | 180.000    | elportaldemusica.es         |
| Vereinigte Staaten (RIAA)                                                                    | —       | Gold1      | 11× Platin11 | —           | 11.500.000 | riaa.com                    |
| Vereinigtes Königreich (BPI)                                                                 | Silber1 | Gold1      | 6× Platin6   | —           | 4.200.000  | bpi.co.uk                   |
| Insgesamt                                                                                    | Silber1 | 26× Gold26 | 86× Platin86 | 3× Diamant3 |            |                             |